# ماريوس فابر
ماريوس فابر (بالفرنسية: Marius Fabre)‏ (و. 1890 – 1945 م) هو رياضي، ولاعب الضامة ‏ فرنسي، ولد في مارسيليا، توفي في باريس، عن عمر يناهز 55 عاماً.